# Arnold de Vries Robbé
Arnoldus Abraham Cornelis (A.A.C.) de Vries Robbé (Voorburg, 22 oktober 1814 – Ede, 1 november 1881) was een Nederlands ingenieur van het Stoomwezen.
Hij was de zoon van Arnoldus Abraham de Vries Robbé (1770-1841), die in 1793 onderhandelaar is geweest in Parijs, lid van de Sansculotten te Sint-Omaars ambtenaar te 's-Gravenhage en lid van de Vrijmetselaarsorde Les Vrais Bataves. In 1809 werd Arnoldus sr. effectenhandelaar en bankier te 's-Gravenhage.
Arnoldus jr. kwam in 1832 in dienst van het Etablissement Fijenoord, waar Gerhard Moritz Roentgen toen directeur was. In 1840 werd hij hoofd van de werkplaats van de Hollandsche IJzeren Spoorweg-Maatschappij te Haarlem. Hij trouwde op 14 oktober 1847 met Adriana Martina Egeling. In dat jaar was hij betrokken bij de oprichting van het Koninklijk Instituut van Ingenieurs en in 1850 bij die van de Nederlandsche Telegraaf Maatschappij.
In 1849 werd hij benoemd tot inspecteur van stoomketels. Omdat dit werk steeds omvangrijker werd nam hij in 1853 ontslag bij de HIJSM. Hij vestigde zich in 1854 te Ede. Op 28 mei 1869 kwam op zijn aandrang de Herziene Stoomwet tot stand. In 1876 werd hij hoofdingenieur en voerde supervisie over het Stoomwezen in het gehele land.

## Sociaal werk
Doordat De Vries Robbé in vele fabrieken kwam viel zijn oog op de misstanden aldaar, met name "het werken der kinderen in de fabrijken", waar deze "verpligt onderwijs" zouden dienen te genieten opdat niet "de fabrijkarbeiders, zowel physiek, intelectueel als moreel te gronde gaan". Ook was de "te vroege ontwikkeling van de geslachtsdrift", onder meer veroorzaakt doordat "jongens en meisjes doorgaans door elkander werken", hem een bron van zorg. Deze zorg zal tevens gewekt zijn omdat tot zijn schoonfamilie artsen als Lucas Jacobus Egeling behoorden, alsmede vooraanstaande leden van het Réveil.
Op 30 september 1863 werd een Staatscommissie ingesteld die "den toestand der kinderen in fabrieken arbeidende" moest onderzoeken. De Vries Robbé werd voorzitter van deze commissie, die echter in zijn ogen met te weinig ingrijpende maatregelen kwam. Hij schreef op 9 december 1867 hierover een brief aan de Minister, maar pas in 1874 werden betreffende maatregelen van kracht, in de vorm van het Kinderwetje van Van Houten.